# Plateglassuniversiteit
Een plateglassuniversiteit (Engels: plateglass/plate-glass university, letterlijk: 'vlakglasuniversiteit') is een informele benaming die in het Verenigd Koninkrijk gebruikt wordt voor een groep universiteiten die in de jaren 1960 werd opgericht. Het concept van de plateglassuniversiteit ontstond ten tijde van het Robbins-rapport van de Britse regering aangaande het hoger onderwijs en werd bedacht door de jurist Michael Beloff. Plate glass is de Engelse term voor vlakglas, dat voornamelijk in de bouw gebruikt wordt.

## Achtergrond

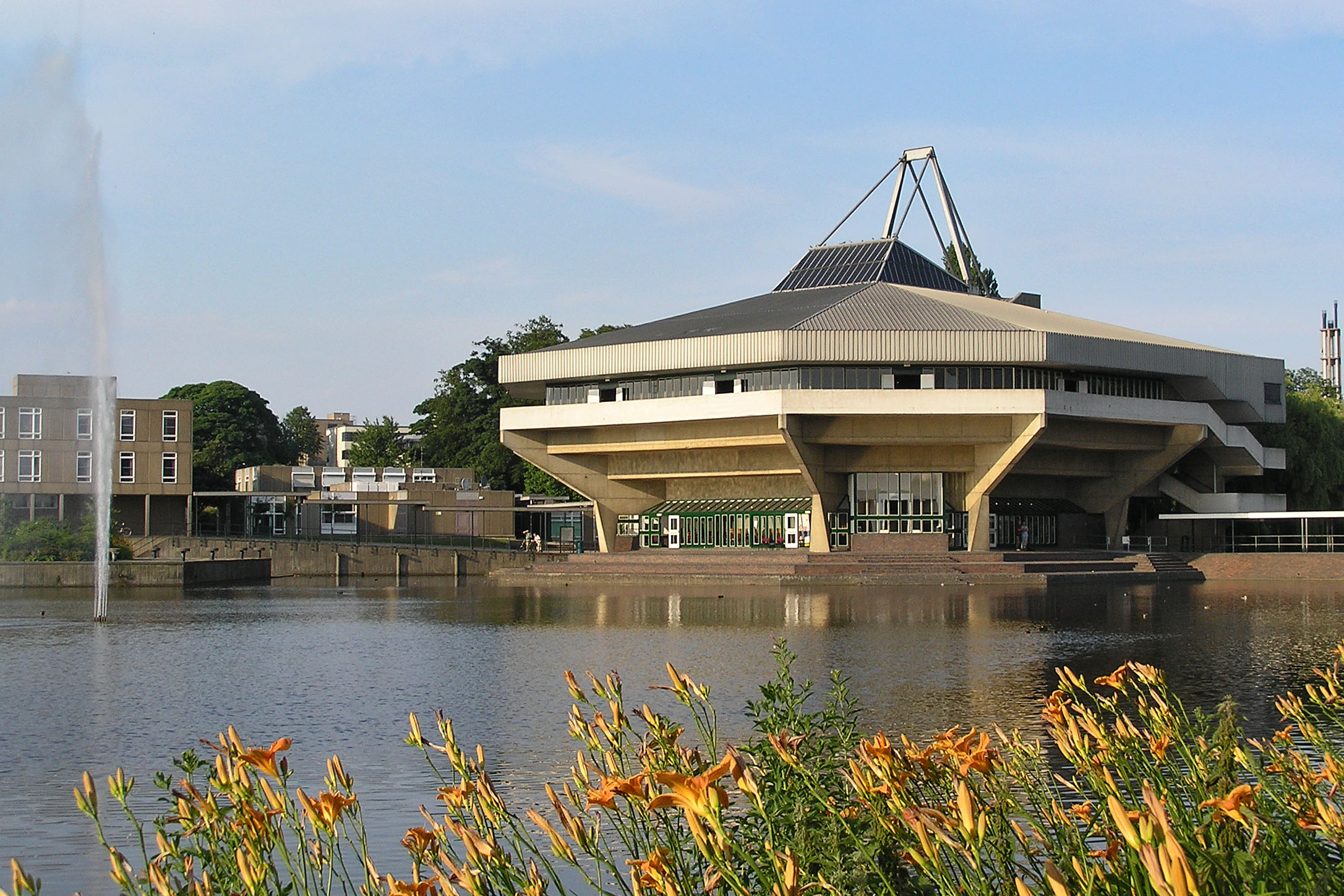
De centrale hal van de Universiteit van York is een voorbeeld van een architecturaal plateglassontwerp.

In sommige gevallen ging het over scholen die al voor de jaren 1960 bestonden. Deze kregen wel nieuwe Koninklijke Charters waardoor ze een officiële universiteitsstatus kregen. In tegenstelling tot de populaire verzinsels was Lionel Robbins met zijn rapport niet verantwoordelijk voor hun stichting. De meeste inschrijvingsaanvragen waren immers al aanvaard door het University Grants Committee eind jaren 1950 en begin jaren 1960. De Universiteit van Sussex en de Universiteit van East Anglia waren reeds geopend tegen de tijd dat Lionel Robbins zijn rapport moest voorleggen. De term plate glass (vlakglas) verwijst naar hun nieuwe-bouwen-architectuur. Deze bevat namelijk vaak grote oppervlakken van vlakglas in stalen of betonnen kaderwerken. Deze contrasteren met de (vooral victoriaanse) redbrickuniversiteiten en de oudere en meer klassiekere universiteiten.
In zijn boek The Plateglass Universities (1970) beschrijft de jurist Michael Beloff hoe hij de term bedacht had. Hieronder een vertaling van zijn beschrijving:
In het begin moest een beslissing maken over een algemene term voor de nieuwe universiteiten - ze gingen immers niet voor eeuwig nieuw blijven. Geen enkel schoentje paste tot nu toe. "Greenfields" ("Groenvelden") omschrijft slechts een kortstondige fase. "Whitebrick" ("Witte baksteen"), "Whitestone" ("Witsteen") en "Pinktile" ("Rozetegel") roepen amper de grijze of beige, betonnen massiviteit op van de meeste van hun gebouwen, en zeker niet de zwarte torens van de Universiteit van Essex. "Newbridge" ("Nieuwbrug") valt mee voor zover de nieuwigheid zich handhaaft, maar waar zijn de bruggen in hemelsnaam? Sir Edward Boyle stelde op een eerder frivole wijze "Shakespeare" voor. Maar ik koos ervoor om ze vlakglas-universiteiten te noemen. Het wekt architecturale gevoelens op; maar veel belangrijker, de metafoor is een nauwkeurige omschrijving.
Beloff had veel te zeggen over de nieuwe universiteiten. Soms was hij kritisch, maar meestal was hij positief. Volgens hem is zijn doel om "informatie te verschaffen over de jongste universiteiten in Engeland om op te wegen tegen de onwetendheid die tegenover hen bestaat in de oudste (universiteiten)". Tevens eindigt hij in een epiloog als antwoord op de studentenprotesten van de zomer van 1968 met positieve opmerkingen over de universiteiten, ondanks de controverse die door sommige van hun studenten werd opgezet:
"De rol van vlakglas in de heropleving van een overtuiging in de nood aan en deugden van hoger onderwijs is zeker belangrijk. Vlakglas-universiteiten tonen aan dat de leugen van het denkbeeld dat universiteiten conservatief en onveranderlijke instellingen zijn. Op vlak van syllabi, evaluaties, onderwijsmethoden, administratie, discipline hebben ze nieuwe initiatieven genomen. Het zou lachwekkend klinken dat hun belofte opgeofferd zou moeten worden dankzij de onverantwoordelijkheid van een minderheid van hun leden (de studentenrebellen). Al diegene die bezorgd is met de huidige situatie moet onthouden dat studenten lange tijd hebben geprotesteerd tegen de wereld - het is de plicht van afgestudeerden om het te veranderen."

### Beloffs plateglassuniversiteiten
De oorspronkelijke plateglassuniversiteiten waren:
- Universiteit van East Anglia (1963)
- Universiteit van Essex (1964/5)
- Universiteit van Kent (1965)
- Lancaster-universiteit (1964)
- Universiteit van Sussex (1961)
- Universiteit van Warwick (1965)
- Universiteit van York (1963)

Bepaalde aspecten van het ontwerp van deze universiteiten bevatten een verwijzing naar de vorming van deze groep. De eerste reeks studentenresidenties die gebouwd gingen worden aan de Universiteit van Sussex bijvoorbeeld, werden genoemd naar enkele van de andere nieuwe universiteiten, met name "Norwich House", "Essex House", "Kent House", "Lancaster House" en "York House".

### Andere universiteiten
Er bestaan ook enkele andere universiteiten die ook bestempeld worden als plateglassuniversiteiten, maar niet tot de oorspronkelijke groep behoren:
De data verwijzen naar het verlenen van het Koninklijk Charter en universiteitsstatus, niet naar het stichtingsjaar van de onderwijsinstelling.
- Aston-universiteit (1966)
- Universiteit van Bath (1966)
- Universiteit van Bradford (1966)
- Brunel-universiteit (1966)
- City, University of London (1966)
- Heriot-Watt-universiteit (1966)
- Keele-universiteit (1962)
- Universiteit van Loughborough (1966)
- Universiteit van Salford (1967)
- Universiteit van Stirling (1967)
- Universiteit van Strathclyde (1964)
- Universiteit van Surrey (1966)
- Universiteit van Ulster (1968)